# Quincy (Ohio)
Quincy es una villa ubicada en el condado de Logan en el estado estadounidense de Ohio. En el Censo de 2010 tenía una población de 706 habitantes y una densidad poblacional de 240,8 personas por km².

## Geografía
Quincy se encuentra ubicada en las coordenadas 40°17′44″N 83°58′7″O / 40.29556, -83.96861. Según la Oficina del Censo de los Estados Unidos, Quincy tiene una superficie total de 2.93 km², de la cual 2.93 km² corresponden a tierra firme y (0%) 0 km² es agua.

## Demografía
Según el censo de 2010, había 706 personas residiendo en Quincy. La densidad de población era de 240,8 hab./km². De los 706 habitantes, Quincy estaba compuesto por el 96.46% blancos, el 0.28% eran afroamericanos, el 0.42% eran amerindios, el 0.14% eran asiáticos, el 0% eran isleños del Pacífico, el 0.28% eran de otras razas y el 2.41% pertenecían a dos o más razas. Del total de la población el 0.57% eran hispanos o latinos de cualquier raza.